# Eric Moo
Eric Moo Kai Yin (cinese tradizionale: 巫啟賢; cinese semplificato: 巫启贤; pinyin: Wū Qǐxián; cantonese: Moo Kai-Yin; Perak, 9 febbraio 1963) è un cantante, compositore e produttore discografico malaysiano naturalizzato singaporiano, vincitore di diversi premi.
È discendente dell'etnia Hakka da parte di madre, sebbene lei sia morta quando Moo aveva 8 anni. Attualmente, il cantante è residente permanente a Taiwan.

## Carriera
Eric ha dato avvio alla carriera musicale quando aveva 17 anni, mettendo su un gruppo di nome Subway band (caratteri cinesi: 地下铁) con dei compagni di scuola. Il debutto ufficiale sul palco è avvenuto nel 1983, e nel 1984 è stato pubblicato il suo primo album studio, arrivato in cima alle classifiche pop di Singapore. Solo in seguito, Moo ha iniziato a pubblicare i suoi lavori sul mercato taiwanese, per il quale ha pubblicato quasi 40 album e si è esibito in una quarantina di concerti, in un totale di 20 anni di carriera musicale.
Nel 1994, Moo è apparso live in concerto con la star internazionale Richard Marx, all'Hard Rock Cafe di Singapore. Il concerto è stato mandato in onda in tutto il mondo su canali televisivi via cavo, e ne è stato successivamente pubblicato un DVD in Asia.
Dal 2006, Moo ha spostato la sua attenzione sul mercato musicale della Cina continentale, ed ha tenuto il suo ultimo concerto per ora il 6 ottobre 2006, al padiglione The MAX della Singapore Expo.

## Discografia

### Album mandarini
- 心情 (1985)
- 年輕的心 (1987)
- 個性生活寫真集[你是我的唯一] (1988)
- 個性生活寫真集2[何必孤獨] (1989)
- 為了你[一個像我這樣的男子] (1989)
- 唱不完的情歌[巫啟賢的柔情之旅] (1990)
- 傷心情話[傷心的人更傷心] (1991)
- 赤子心情[是否你曾偷偷的哭] (1992)
- 愛情啟事[回到自己身邊] (1992)
- 紅塵來去一場夢 (1993)
- 等你等到我心痛 (Settembre 1993)
- 湊熱鬧 (1994)
- 太傻 (Gennaio 1994)
- 愛情傀儡 (Ottobre 1994)
- 愛那麼重 (Agosto 1995)
- 思念誰 (Gennaio 1996)
- 我感覺不到你 (Luglio 1996)
- 啟蒙情歌 (Dicembre 1996)
- 賢言賢語 (Agosto 1997)
- 啟賢留文正 (Marzo 1998)
- I'm Yours 我是你的 (Ottobre 1998)
- 團圓 (Novembre 2000)
- 感動 (Dicembre 2000)
- The Always Winding Road 都是路彎彎 (Marzo 2002)
- Only Love a Little 只愛一點點 (Febbraio 2003)

### Album cantonesi
- 浪子心聲 (1989)
- 心酸的情歌 (Giugno 1994)
- 有心[只因你傷心] (1995)
- 風中有你 (1996)

### Album live - Raccolte
- 巫啟賢的傻情歌 (Dicembre 1996)
- 演唱會精選 (1997)
- 尋賢啟事 (Dicembre 1999)